# Anneliese Michel
Anna Elisabeth "Anneliese" Michel (Leiblfing, 21 de setembro de 1952 — Klingenberg am Main, 1 de julho de 1976) foi uma estudante alemã submetida a diversos rituais de exorcismo pela Igreja Católica por ter sido alegadamente possuída por uma legião de demônios. As sessões de exorcismo foram executadas pelos padres Ernest Alt e Arnold Renz em 1975 e 1976. O Caso Klingenberg, como passou a ser conhecido pelo grande público, deu origem a vários estudos e pesquisas, tanto de natureza teológica quanto científica, e serviu como inspiração para os filmes O Exorcismo de Emily Rose (2005) e Requiem (2006).
Anneliese experimentou graves distúrbios psiquiátricos a partir dos 16 anos de idade até sua morte, aos 23 anos, sendo seu quadro clínico composto desde desnutrição secundária à doença mental. Depois de vários anos de tratamento psiquiátrico ineficaz, ela se recusou ao tratamento médico e solicitou um exorcismo. As graves consequências atribuídas ao ritual de exorcismo sobre a jovem motivaram a abertura de um processo criminal pelos promotores de justiça locais contra os pais de Anneliese e os padres exorcistas, causando uma grande polêmica em toda a Europa e dividindo a opinião pública mundial. Tanto os padres que realizaram o exorcismo quanto os pais de Michel foram condenados por homicídio negligente porque renunciaram ao tratamento médico quando do início do tratamento por meio do exorcismo. A mãe de Michel alegou: "Deus nos disse para exorcizar os demônios de minha filha. Eu não me arrependo de sua morte".

## Biografia
Anneliese Michel nasceu em Leiblfing, no estado federal alemão da Baviera, mas foi criada com as suas três irmãs no pequeno município de Klingenberg am Main. Seus pais, Anna e Josef Michel, muito religiosos, lhe deram uma educação profundamente católica. O pai de Anneliese mantinha a família trabalhando em uma serraria. Quando tinha dezesseis anos, Anneliese sofreu uma grave convulsão e foi diagnosticada com epilepsia. Logo, ela também começou a ter alucinações enquanto rezava. Em 1973, ela sofria de depressão, considerando o suicídio e começou a ouvir vozes que diziam que ela estava "condenada" e que iria "apodrecer no inferno".                                                                                                                                                                                                               O seu comportamento tornou-se cada vez mais excêntrico. Ela andava nua pela casa, fazia suas necessidades em qualquer lugar, rasgava suas roupas, comia carvão e insetos como moscas e aranhas e chegou a beber sua própria urina.

## Tratamento psiquiátrico
Depois de ser admitida em um hospital psiquiátrico a saúde de Anneliese não melhorou. Além disso, sua depressão começou a se aprofundar. Ela começou a ficar cada vez mais frustrada com a intervenção médica, que não melhorava a sua condição. Em longo termo, o tratamento médico não foi bem sucedido, seu estado, incluindo a sua depressão, agravaram-se com o tempo.
Tendo centrado toda a sua vida em torno da fé católica, Anneliese começou a atribuir sua condição psiquiátrica à possessão demoníaca. Anneliese tornou-se intolerante à lugares e objetos sagrados, como crucifixos, que contribuiu aos que achavam ser possessão demoníaca. Ao longo do curso dos ritos religiosos Anneliese sofreu muito. Foram prescritos a ela medicamentos antipsicóticos, que ela pode ou não ter parado de tomar.
Em junho de 1970, Anneliese sofreu uma terceira convulsão no hospital psiquiátrico, neste momento foi prescrito pela primeira vez anticonvulsivantes. O nome desta droga não é conhecido e não trouxe alívio imediato aos sintomas de Anneliese. Ela continuou falando sobre o que ela chamou de "faces do diabo", vistas por ela durante vários momentos do dia. Anneliese ficou convencida de que a medicina convencional era de nenhuma ajuda. Acreditando cada vez mais que sua doença era um tipo de distúrbio espiritual, ela recorreu à Igreja para que a exorcisassem. Naquele mesmo mês, lhe foi prescrita uma outra droga, Aolept (pericyazine), que é uma fenotiazina com propriedades gerais semelhantes às da clorpromazina: pericyazine é usado no tratamento de psicoses diversas, incluindo esquizofrenia e distúrbios de comportamento.
Em novembro de 1973, Anneliese iniciou o tratamento com Tegretol (carbamazepina), que é uma droga antiepiléptica. Anneliese tomou o medicamento com frequência, até pouco antes de sua morte.

## Exorcismo e morte

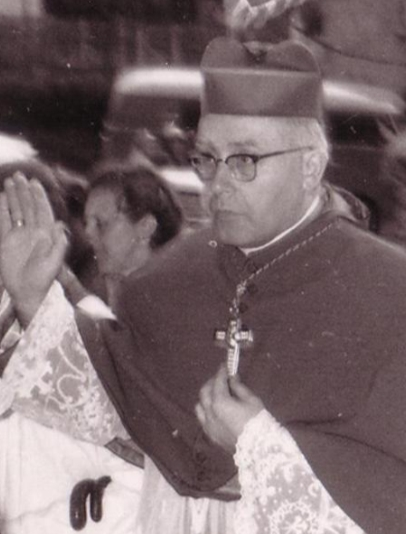
Bispo Josef Stangl (em maio de 1959), que aprovou o exorcismo ordenando total sigilo

Anneliese fez uma peregrinação a San Damiano com um bom amigo da família, Thea Hein, que regularmente organizava peregrinações para "lugares santos" não reconhecidos oficialmente pela Igreja Católica. Como Anneliese era incapaz de passar por um crucifixo e se recusava beber a água de uma nascente sagrada, seu acompanhante concluiu que ela estava sofrendo de possessão demoníaca. Tanto Anneliese quanto sua família se convenceram de que ela estava realmente possuída e consultaram vários sacerdotes, pedindo um exorcismo. Os sacerdotes se recusaram, recomendaram a continuação do tratamento médico e informaram à família que para a realização de exorcismo era necessária a permissão de um bispo. Eventualmente, em uma cidade próxima, se depararam com vigário Ernst Alt, que, depois de ver Anneliese, declarou que ela não "parecia uma epiléptica" e que ele não a via tendo convulsões. Ele acreditava que a menina estava sofrendo uma possessão demoníaca. Alt pediu ao bispo para permitir um exorcismo. Em setembro de 1975, o bispo Josef Stangl concedeu uma permissão ao Padre Renz para exorcizar Anneliese de acordo com o Rituale Romanum de 1614, mas ordenou total sigilo sobre o caso. Renz realizara a primeira sessão em 24 de setembro.
Uma vez convencidos de sua possessão, Anneliese, seus pais e os exorcistas pararam de procurar tratamento médico e colocaram seu destino nas mãos apenas dos ritos de exorcismo. Sessenta e sete sessões de exorcismo, uma ou duas por semanas, com duração de até quatro horas, foram realizadas durante cerca de 10 meses em 1975 e 1976. Em algum momento, Michel começou a falar cada vez mais sobre a morte para expiar a juventude rebelde do dia e os padres apóstatas da igreja moderna e se recusou a comer. A pedido da própria Anneliese, os médicos não estavam mais sendo consultados.
Em 1 de julho de 1976, Anneliese morreu durante o sono. O relatório da autópsia indicou a causa da morte foi desnutrição e desidratação de quase um ano de semi-inanição, enquanto os rituais de exorcismo eram realizadas.

## Julgamento
Logo após o falecimento de Anneliese, os padres Ernest Alt e Arnold Renz fizeram o comunicado do óbito às autoridades locais que, imediatamente, abriram inquérito e procederam às investigações preliminares.
Os promotores públicos responsabilizaram os dois padres e os pais de Anneliese de homicídio causado por negligência médica. O bispo Josef Stangl, embora tivesse dado a autorização para o exorcismo, não foi indiciado pela promotoria em virtude de sua idade avançada e seu estado de saúde debilitado, vindo a falecer em 1979. Josef Stangl foi quem consagrou bispo o padre Joseph Ratzinger, que no futuro se tornaria o Papa Bento XVI.
O julgamento do processo, que passou a ser denominado como o Caso Klingenberg (em alemão: Fall Klingenberg), iniciou-se em 30 de março de 1978 e despertou grande interesse da opinião pública alemã. Perante o tribunal, os médicos afirmaram que a jovem não estava possuída, muito embora o Dr. Richard Roth, ao qual foi solicitado auxílio médico pelo padre Ernest Alt, teria feito a afirmação à época que não havia medicação eficaz contra a ação de forças demoníacas (cfe. fonte original: "there is no injection against the devil").
Os médicos psiquiatras, que prestaram depoimento, afirmaram que os padres tinham incorrido inadvertidamente em "indução doutrinária" em razão dos ritos, o que havia reforçado o estado psicótico da jovem, e que, se ela tivesse sido encaminhada ao hospital e forçada a se alimentar, o seu falecimento não teria ocorrido.
A defesa judicial dos padres foi feita por advogados contratados pela Igreja. A defesa dos pais de Anneliese argumentou que o exorcismo tinha sido ato lícito e que a Constituição Alemã protege os seus cidadãos no exercício irrestrito de suas crenças religiosas.
A defesa também recorreu ao conteúdo das fitas gravadas durante as sessões de exorcismo, que foram apresentadas ao tribunal de justiça, onde, por diversas vezes, as vozes e os diálogos — muitas vezes perturbadores — dos supostos demônios eram perfeitamente audíveis. Em uma das fitas é possível discernir vozes masculinas de dois supostos demônios discutindo entre si qual deles teria de deixar primeiro o corpo de Anneliese. Ambos os padres demonstraram profunda convicção de que ela estava verdadeiramente possessa e que teria sido finalmente libertada pelo exorcismo, um pouco antes da sua morte.
Ao fim do processo, os pais de Anneliese e os dois padres foram considerados culpados de negligência médica e foi determinada uma sentença de seis meses com liberdade condicional sob fiança.

## Exumação

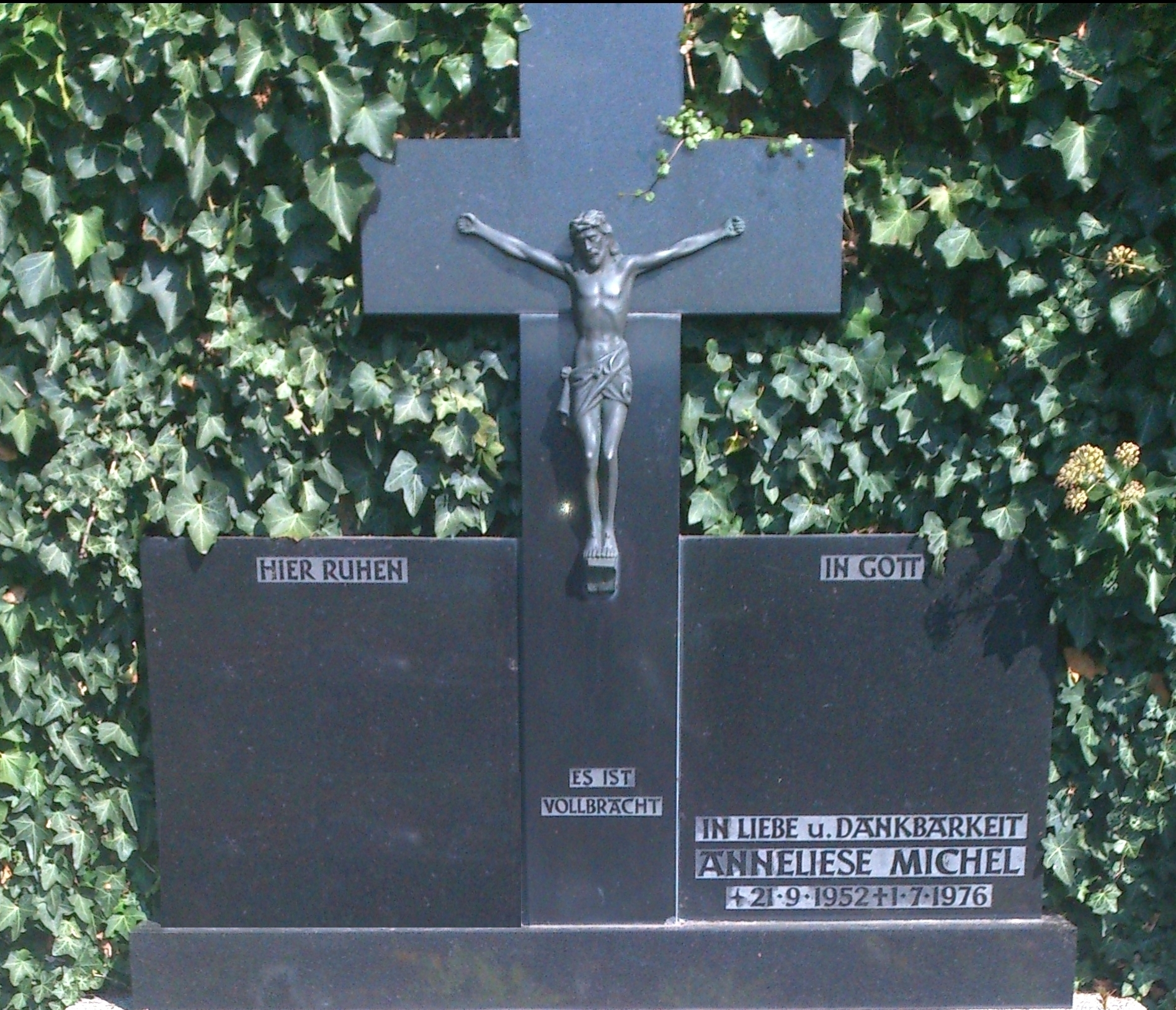
A lápide de Michel. Seu túmulo se tornou um lugar de peregrinação.

Antes do início do processo, os pais de Anneliese solicitaram às autoridades locais uma permissão para exumar os restos mortais de sua filha. Eles fizeram esta solicitação em virtude de terem recebido uma mensagem de uma freira carmelita do distrito de Allgäu, no sudoeste da Baviera. A freira relatou aos pais da jovem que teria tido uma visão na qual o corpo de Anneliese ainda estaria intacto ou incorrupto e que esta seria a prova definitiva do caráter sobrenatural dos fatos ocorridos. O motivo oficial que foi dado às autoridades foi o de que Annieliese tinha sido sepultada às pressas em um sarcófago precário.
Os relatórios oficiais, entretanto, divulgaram a informação que o corpo já estava em avançado estado de decomposição. As fotos que foram tiradas durante a exumação jamais foram divulgadas. Várias pessoas chegaram a especular que os exumadores moveram o corpo de Anneliese do antigo sarcófago para o novo, feito de carvalho, segurando-o pelas mãos e pernas, o que seria um indício de que o corpo não estaria na realidade muito decomposto. Os pais e os padres exorcistas foram desencorajados a ver os restos mortais de Anneliese. O padre Arnold Renz mais tarde afirmou que teria sido inclusive advertido a não entrar no mortuário.

### Em inglês
- GETLER, Michael. Cries of a woman possessed: german court hears tapes in exorcism death trial. Washington Post, 21 de abril de 1978.
- GOODMAN, Felicitas D. How About Demons? Possession and Exorcism in the Modern World.
- GOODMAN, Felicitas D. The Exorcism of Anneliese Michel.

### Em alemão
- BECKER, Elisabeth (Org.). Der Exorzismus der Kirche unter Beschuss. Christiana-Verlag: Stein am Rhein, 1995.
- GOODMAN, Felicitas D. Anneliese Michel und ihre Dämonen. Der Fall Klingenberg in wissenschaftlicher Sicht. Christiana-Verlag: Stein am Rhein, 1987.
- GUTWENGER, Lisl (Org.). "Treibt Dämonen aus!" Von Blumhardt bis Rodewyk. Vom Wirken katholischer und evangelischer Exorzisten. Christiana-Verlag: Stein am Rhein, 1992.
- SIEGMUND, Georg (Org.). Von Wemding nach Klingenberg. Vier weltberühmte Fälle von Exorzismen. Christiana-Verlag: Stein am Rhein, 1985.
- WOLFF, Uwe. Das bricht dem Bischof das Kreuz. Die letzte Teufelsaustreibung in Deutschland 1975/76. Rowohlt: Reinbek bei Hamburg, 1999.

### Filmografia
- O Exorcista (1973)

Dirigido por William Friedkin e inspirado no romance best-seller homônimo, escrito por William Peter Blatty. O romance, por sua vez, se baseou em um caso verídico ocorrido em 1949, em que um adolescente norte-americano foi submetido a um exorcismo que durou dois meses.
- O Exorcismo de Emily Rose (2005)

Dirigido por Scott Derrickson, apresenta uma visão mais teológica dos fatos. É considerado o primeiro do gênero terror e tribunal da história do cinema. Os nomes reais foram substituídos por fictícios, com a localização da narrativa nos EUA, e não na Alemanha. O roteiro possui um viés "hollywoodiano".
- Requiem (2006)

Dirigido por Hans-Christian Schmid, apresenta um ponto de vista cético. Os nomes reais também foram trocados. O filme ainda não possui um título em português.